# Евсевије Сиријски
Преподобни Евсевије Сиријски је хришћански светитељ и пустињак из 4. века.
Најпре се подвизавао у неком од сиријских манастира, а касније се удаљио и осамио у пустињи. Хранио се искључиво биљном храном. Чак ни воћа није јео. Све време проводио у отвореном простору у молитви, трпећи све временске непогоде. Доживео старост од 95 година.
Умро је 440. године.
Српска православна црква слави га 15. фебруара по црквеном, а 28. фебруара по грегоријанском календару.